# 松江名俊
松江名 俊（まつえな しゅん、2月11日 - ）は、日本の漫画家。東京都出身。血液型はA型。

## 略歴
- まんがカレッジで『騎士と旅人』が佳作を受賞し、『サンデー増刊』に掲載された『バルハラの門』でデビュー。『サンデー超増刊』で『戦え!梁山泊 史上最強の弟子』を連載[1]。
- 2002年、『週刊少年サンデー』にて、『戦え!梁山泊 史上最強の弟子』の設定を活かしつつ、ストーリーを一新させた『史上最強の弟子ケンイチ』の連載を開始。12年間連載し、累計発行部数は1200万部を突破し、アニメ化するなどヒット作となった。
- 2014年、「新連載」でサンデーを盛り上げるため、『史上最強の弟子ケンイチ』の連載を打ち切る[2]。
- 同年11月、『トキワ来たれり!!』の連載を開始[3]。
- 2017年、『トキワ来たれり!!』の連載を終了。
- 2018年、『君は008』の連載を開始[4]。
- 2019年、『ゲッサン』8月号にて自伝的読切作品『吉祥寺少年！』を発表[5]。
- 2024年、『君は008』の連載を終了[6]。『吉祥寺少年！』の連載を開始[7]。
- 2025年、『地上へ…』の連載を開始[8]。

## 作品リスト

### 連載
- 戦え!梁山泊 史上最強の弟子（『サンデー超増刊』連載、全5巻）
- 史上最強の弟子ケンイチ（『週刊少年サンデー』2002年20号 - 2014年42号[9]、全61巻）
- トキワ来たれり!!（『週刊少年サンデー』2015年1号[3] - 2017年28号、全13巻）
- 天蒼軌道アルヴァドリング（第3巻から担当、『やわらかスピリッツ』2016年8月8日 - 2018年4月30日、全4巻）
- 君は008（『週刊少年サンデー』2018年13号[4] - 2024年22・23合併号[6]、全33巻）
- 吉祥寺少年！（『ゲッサン』2025年1月号[7] - 、既刊1巻）
- 地上へ…（『週刊少年サンデー』2025年7号[8] - 連載中、既刊2巻）

### 読み切り
- 史上最強のガイデン[松江名俊短編集]（『週刊少年サンデーR』1996年 - ）
- 技の旅人（自主制作アニメ[10]、『週刊少年サンデー』2011年43号[11]、44号、全1巻）
- カナタ（『週刊少年サンデー』2014年50号[12]）
- ハルカ（『週刊少年サンデー』2014年51号[9]）
- DEMIII（『週刊少年サンデー』2014年52号[9]）
- 吉祥寺少年！（『ゲッサン』2019年8月号[5]）

### イラスト
- 戦国コレクション 『週刊少年サンデー』コラボ（2011年11月2日、11月9日） - 伊達政宗と真田幸村のイラスト[13][14]
- 大戦乱!!三国志バトル 『週刊少年サンデー』コラボ（2013年1月30日） - 祝融のイラスト[15]

### その他
- OVA「ロードス島戦記」のデジタルリマスターBlu-rayBOXとらのあな限定版特典画集（2013年11月29日発売[16]） - 寄稿

## 関連人物

### アシスタント
- 佐々木健[17]

### 弟子
- 松田愁[18]